# Tommaso Pendola

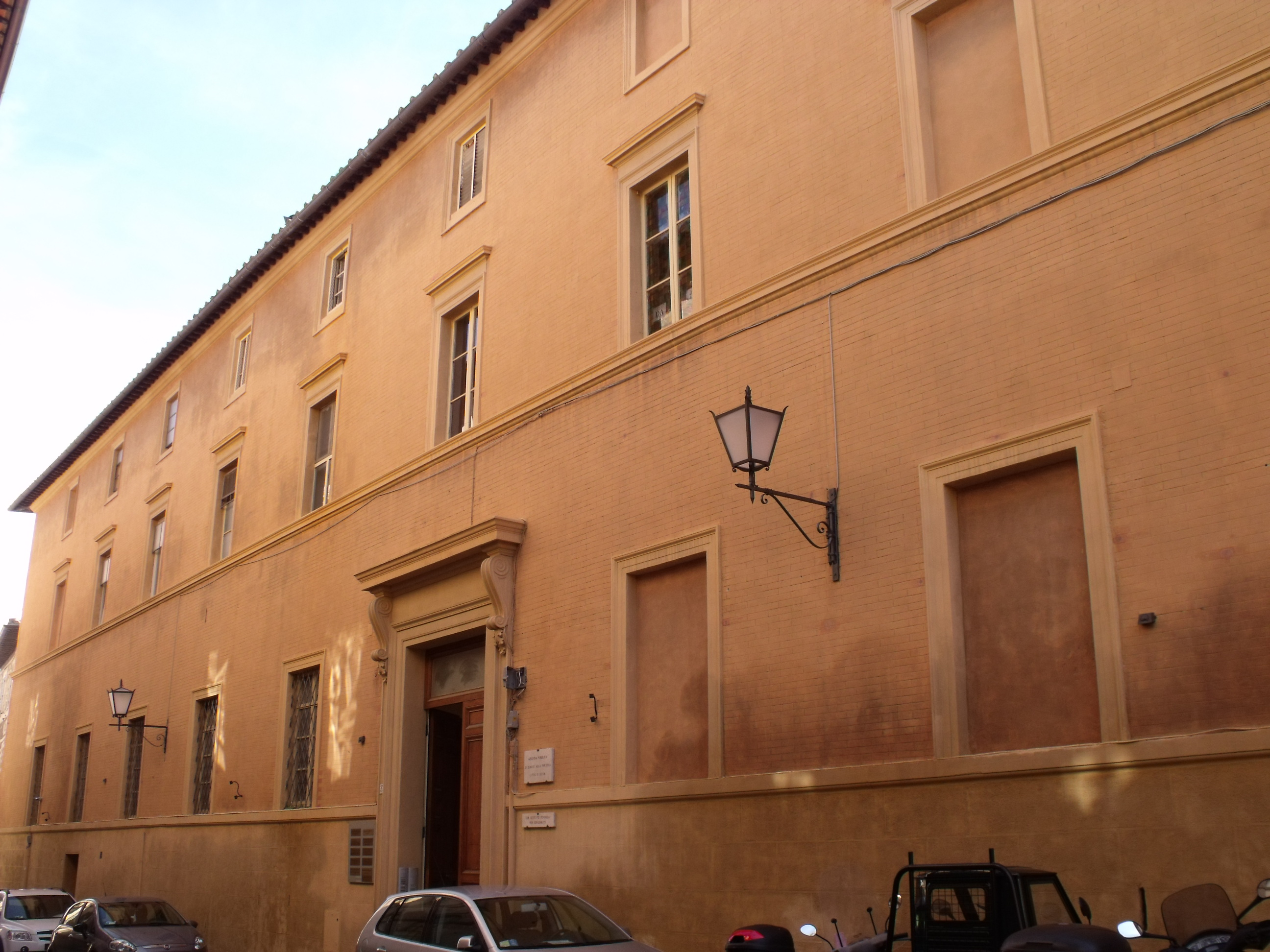
Istituto di Tommaso Pendola, Via Tommaso Pendola in Siena

Tommaso Pendola (Genova, 22 giugno 1800 – Siena, 12 febbraio 1883) è stato un prete e educatore italiano, noto soprattutto per la sua opera di educatore dei sordi.

## Biografia
Genovese di nascita, Pendola iniziò la carriera ecclesiastica a sedici anni, entrando a far parte dell'istituto religioso fiorentino dei Chierici Regolari Poveri della Madre di Dio delle Scuole Pie, meglio noti come Scolopi. A Firenze si dedicò agli studi di teologia, filosofia, matematica ed astronomia. Già cinque anni dopo (1821) Pendola si trasferì a Siena ed iniziò ad insegnare matematica e filosofia presso il Collegio Tolomei.

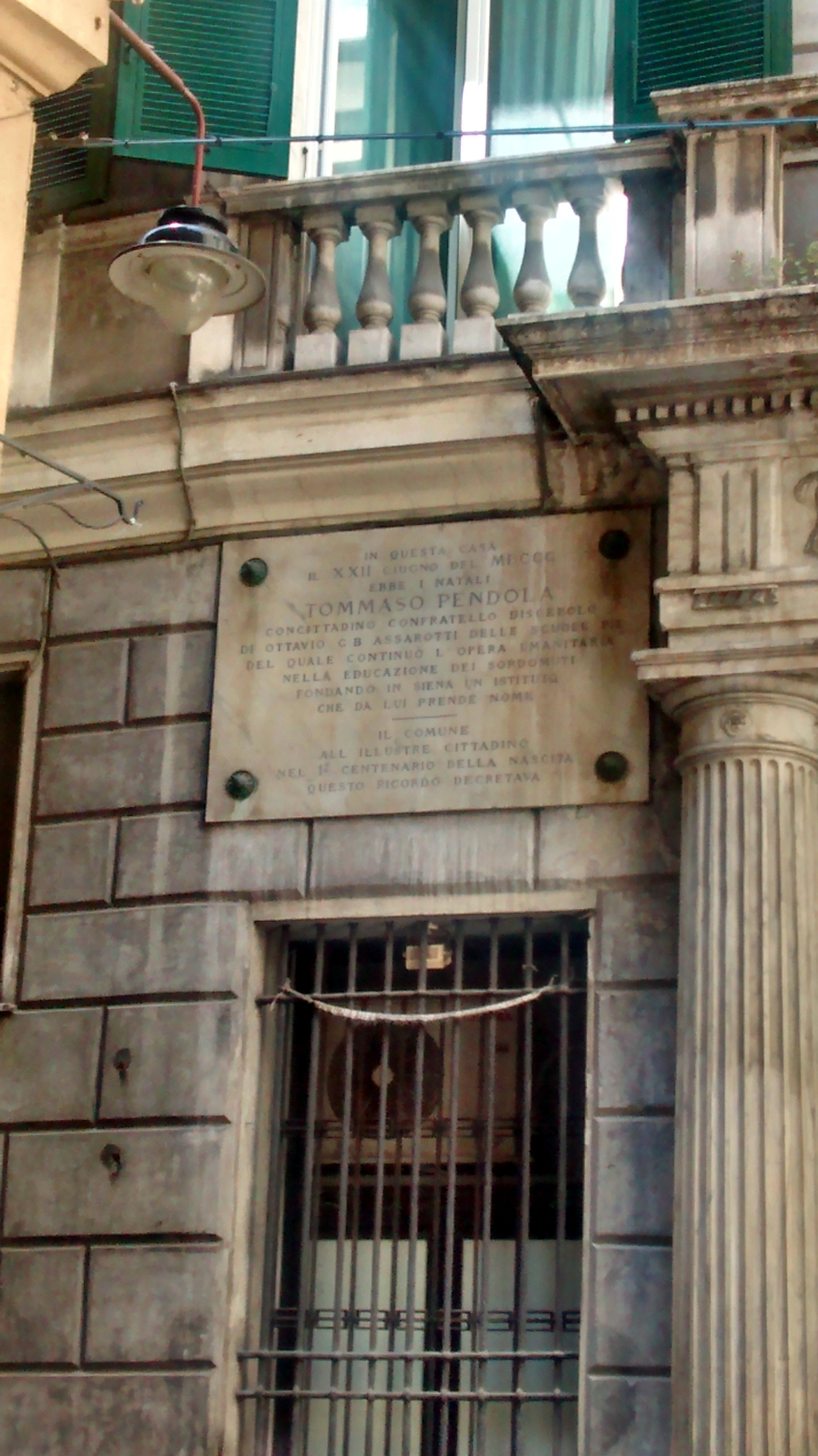
Targa commemorativa nel centenario della nascita di Tommaso Pendola, affissa in Piazza Cinque Lampadi, Genova

A Siena si dedicò quasi esclusivamente all'assistenza ed all'educazione dei sordi. Colpito infatti dalla scarsa istruzione di alcuni di essi spesso presenti nella zona del Collegio, Pendola decise di orientare i propri studi verso la Cultura Sorda. Studiò gli scritti dell'abate parigino Roche-Amboise Sicard, incontrò il suo confratello Ottavio Assarotti, che a Genova assisteva ed educava i Sordi. Nel 1828 fondò a Siena l'Istituto Reale Toscano per Sordomuti, che tre anni più tardi divenne Convitto reale toscano per sordomuti grazie al sostegno economico di Leopoldo II di Toscana. Presso l'Istituto venivano gratuitamente accolti, educati ed istruiti sordi che provenivano da ogni parte della Toscana e da zone limitrofe (la gran parte in condizione di grave disagio economico e sociale). Ulteriore finalità era quella di offrire una adeguata formazione professionale ai sordi, in maniera da garantire l'inserimento nel mondo del lavoro.
Nel 1844 l'Istituto cambiò denominazione in Regio Istituto Toscano per sordomuti (dopo la morte di Pendola divenne Regio Istituto Pendola per Sordomuti in Siena).
Pendola si dedicò completamente allo sviluppo dell'Istituto, insegnando contemporaneamente presso il Convitto Tolomei, del quale nel 1839 fu nominato Rettore. Insegnò anche Filosofia del diritto presso l'Università di Siena, e dell'ateneo fu nominato anche Magnifico Rettore.
A partire dal 1871 adottò il metodo orale sperimentato dall'abate Serafino Balestra, e nel 1873 organizzò a Siena il primo Congresso internazionale sull'educazione dei sordomuti di Siena. A lavori conclusi venne riconosciuta la validità del metodo adottato da Pendola, e ciò fu confermato anche in occasione del Congresso internazionale di Milano del 1880. Negli stessi anni (1873) Pendola fondò inoltre il giornale L'educazione dei sordomuti.
L'Istituto assunse rilevanza non solo sul piano locale: il Convitto negli anni seguenti ospitò sordi di ogni parte d'Italia.
Pendola fu un pioniere della Pedagogia speciale, lasciando inoltre in eredità una cospicua produzione letteraria di carattere pedagogico e didattico, ma anche filosofico e religioso.
Nel corso della sua vita senese Pendola non mancò di prendere parte alla vita di Contrada, divenendo anche "correttore" (cioè prete di Contrada) della Tartuca.
Dopo più di un secolo l'Istituto fondato da Pendola ha cessato di esistere in modo autonomo, essendo confluito insieme con altri istituti nell'Azienda Servizi alla Persona di Siena.